# Corigliano Calabro
Corigliano Calabro ist eine süditalienische Fraktion in der Provinz Cosenza in der Region Kalabrien. Seit dem 31. März 2018 ist sie Teil der Gemeinde Corigliano-Rossano, der größten der Provinz Cosenza. Das aus dem Mittelalter stammende historische Zentrum der Stadt („Corigliano Paese“) liegt eindrucksvoll auf einem Ausläufer des Sila-Gebirges. Die Gemeinde Corigliano Calabro hatte zuletzt 40.426 Einwohner (Stand 31. Dezember 2016).

## Geschichte
Der Name der Stadt Corigliano Calabro deutet auf griechisch-byzantinische Ursprünge hin („Ölbaumhain“). Die Altstadt von Corigliano Calabro hat aufgrund ihrer erhöhten Lage eine beeindruckende Stadtansicht, die in dem Stadtschloss aus der Zeit der Regierung des Hauses Aragon über Süditalien gipfelt.
Unweit des Ortsteils Thurio lag die antike griechische Stadt Thurioi, eine im Jahre 452 v. Chr. von Sybariten gegründete Stadt der Magna Graecia, deren römische Nachfolgegründungen (Copia, Thurii) möglicherweise erst im 9. Jahrhundert aufgegeben wurden.

## Corigliano Scalo
Das heutige Hauptgeschäftszentrum der Stadt entstand im 20. Jahrhundert entlang der Bahnstation und wird „Corigliano Scalo“ genannt. Ein bekannter Ortsteil ist das unmittelbar am Meer gelegene Fischerdorf Schiavonea (Schiavonea Marina), das im Hochsommer ein beliebter Urlaubsort ist.

## Persönlichkeiten
- Vincenzo Valente (1855–1921), Komponist und Tondichter
- Pino Alessio (1954–2006), Künstler
- Giorgio Basile (* 1960), Angehöriger der ’Ndrangheta
- Gennaro Gattuso (* 1978), Fußballspieler und -trainer
- Francesco Pianeta (* 1984), Boxer

## Sehenswürdigkeiten
- Porta di Prando
- Ponte Canale

### Kirchen
- Chiesa del Carmine
- Chiesa Sant’Antonio
- Chiesa San Pietro e Paolo
- Chiesa della Riforma
- Chiesa Santa Chiara
- Chiesa Santa Maria Maggiore
- Chiesa San Francesco di Paola
- Chiesa Sant’Anna
- Pfarrkirche San Mauro mit griechisch-byzantinischem Ritus in der Fraktion Cantinella für die italo-albanische Kirchengemeinschaft
- Cappella Sant’Agostino im Schloss

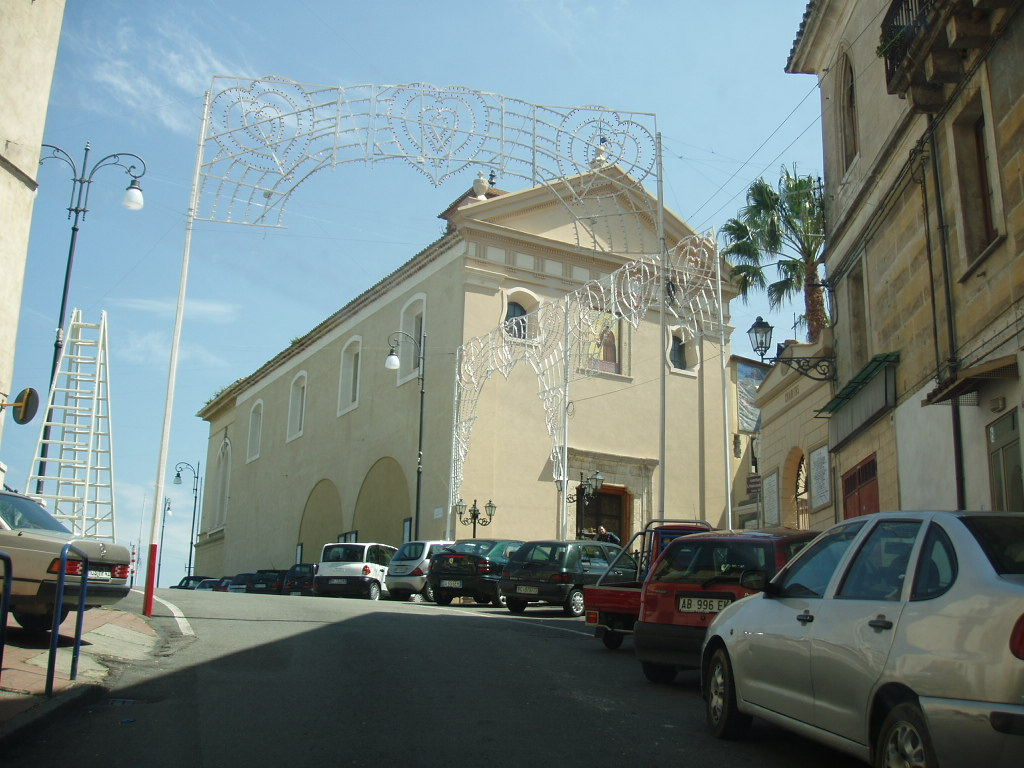
Chiesa San Francesco di Paola
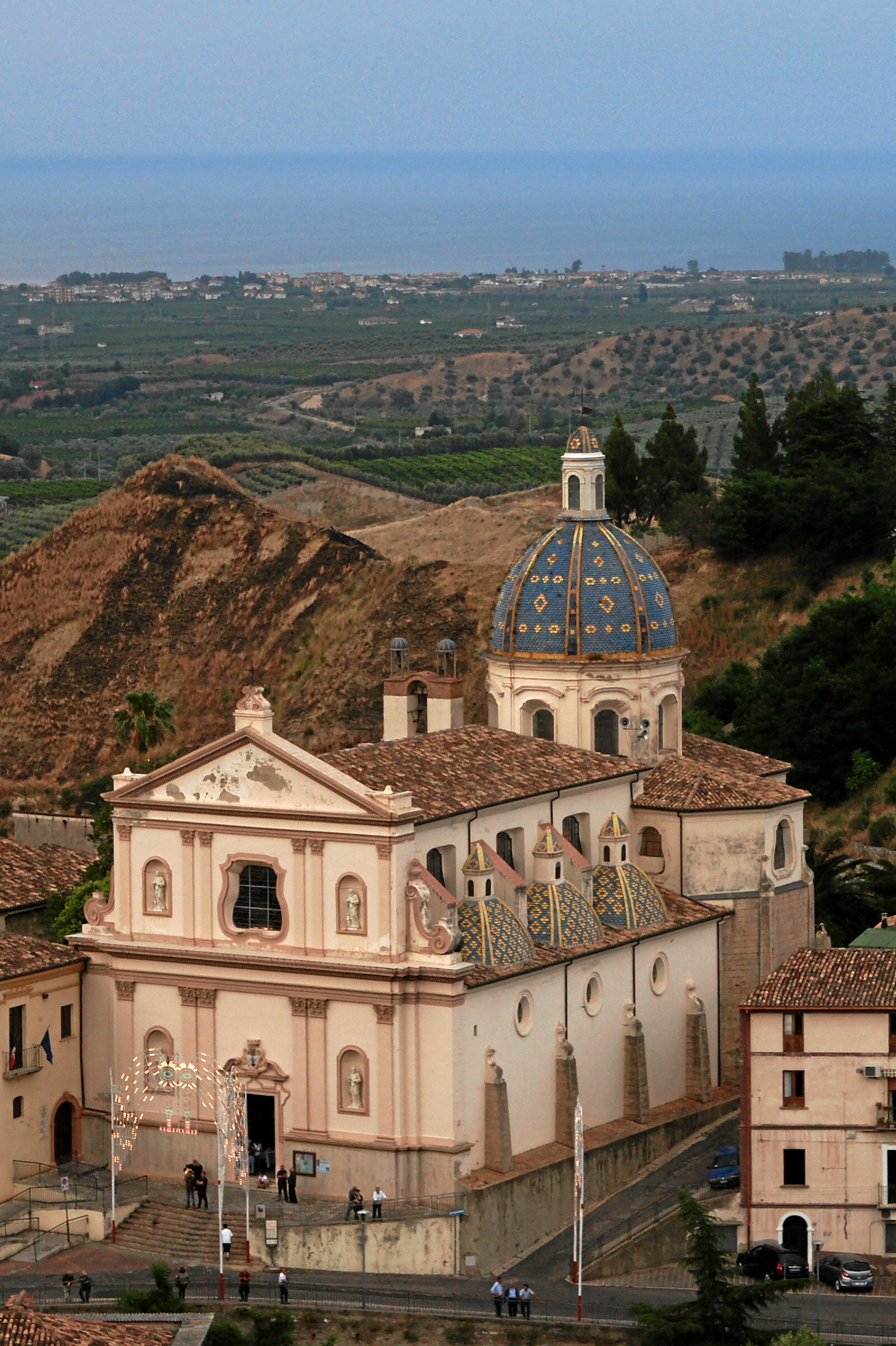
Chiesa Sant’Antonio
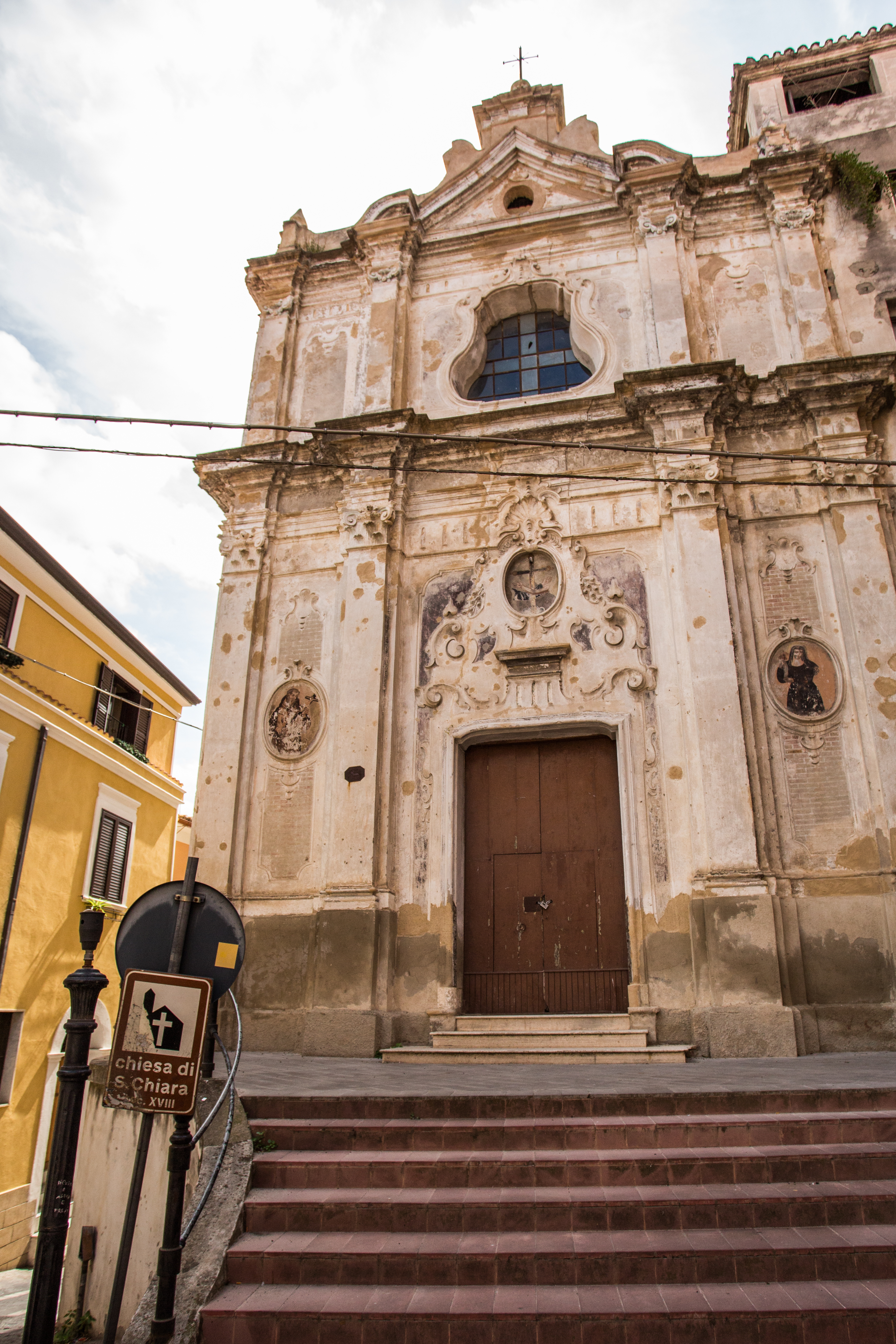
Chiesa Santa Chiara
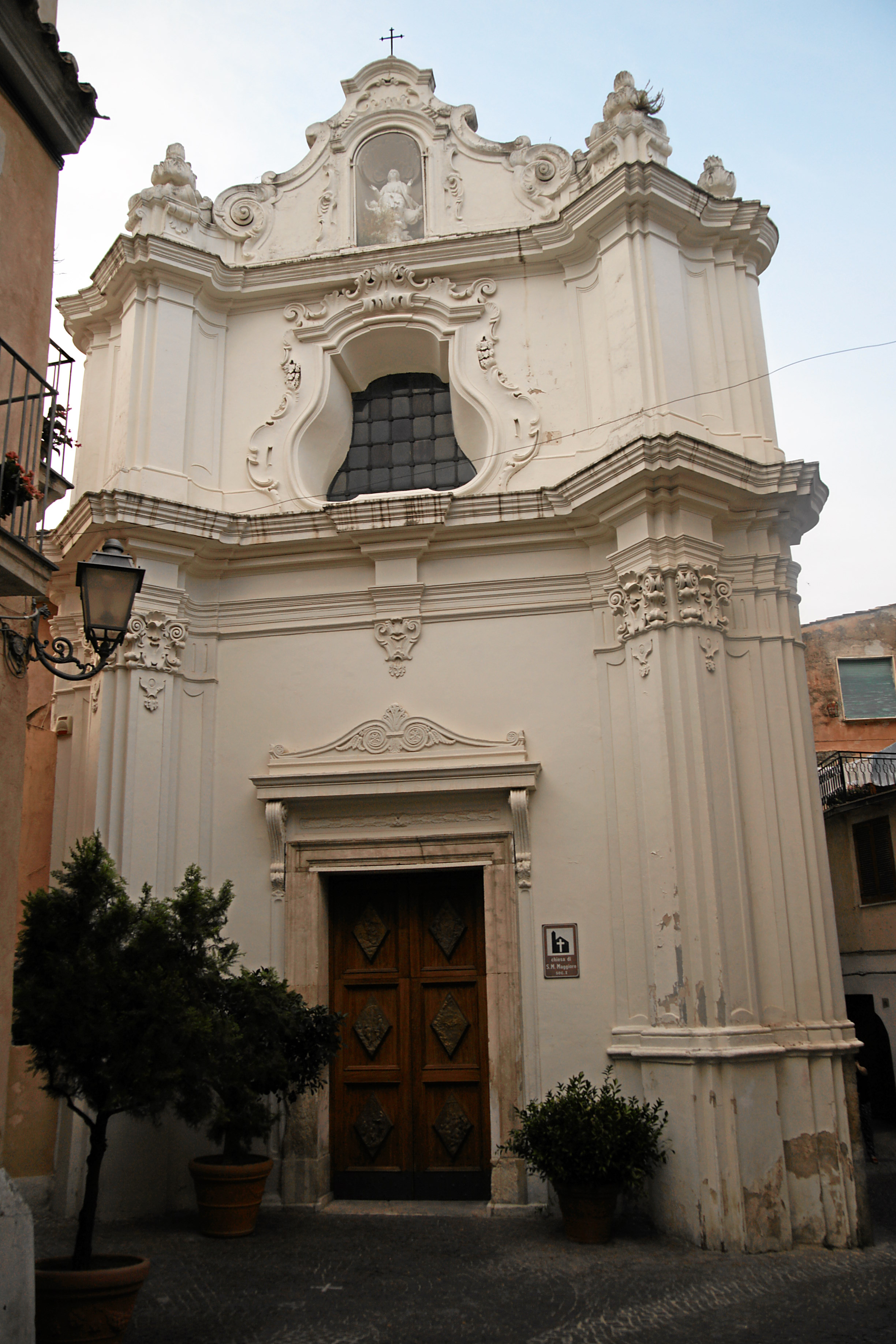
Chiesa Santa Maria Maggiore
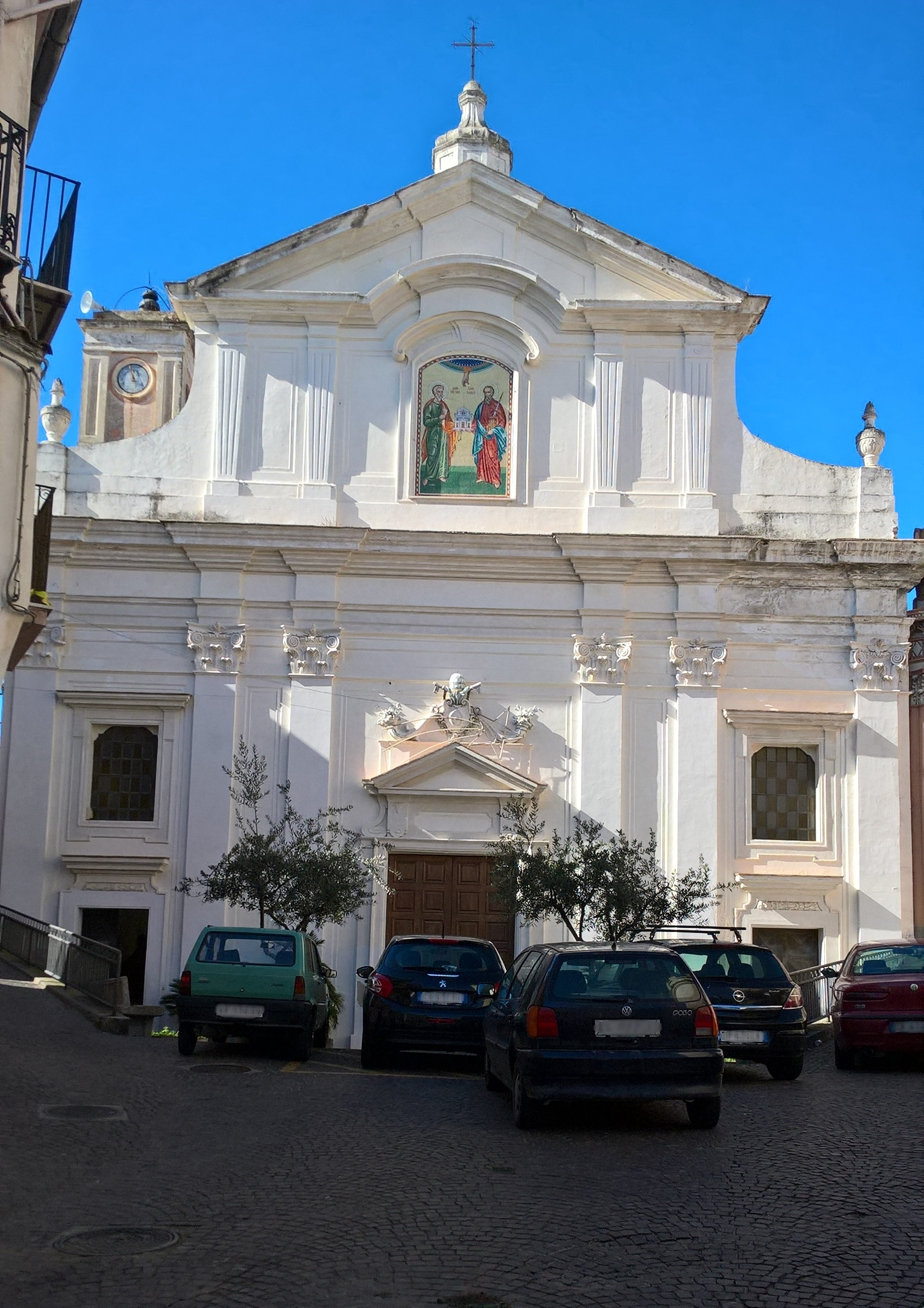
Chiesa San Pietro e Paolo
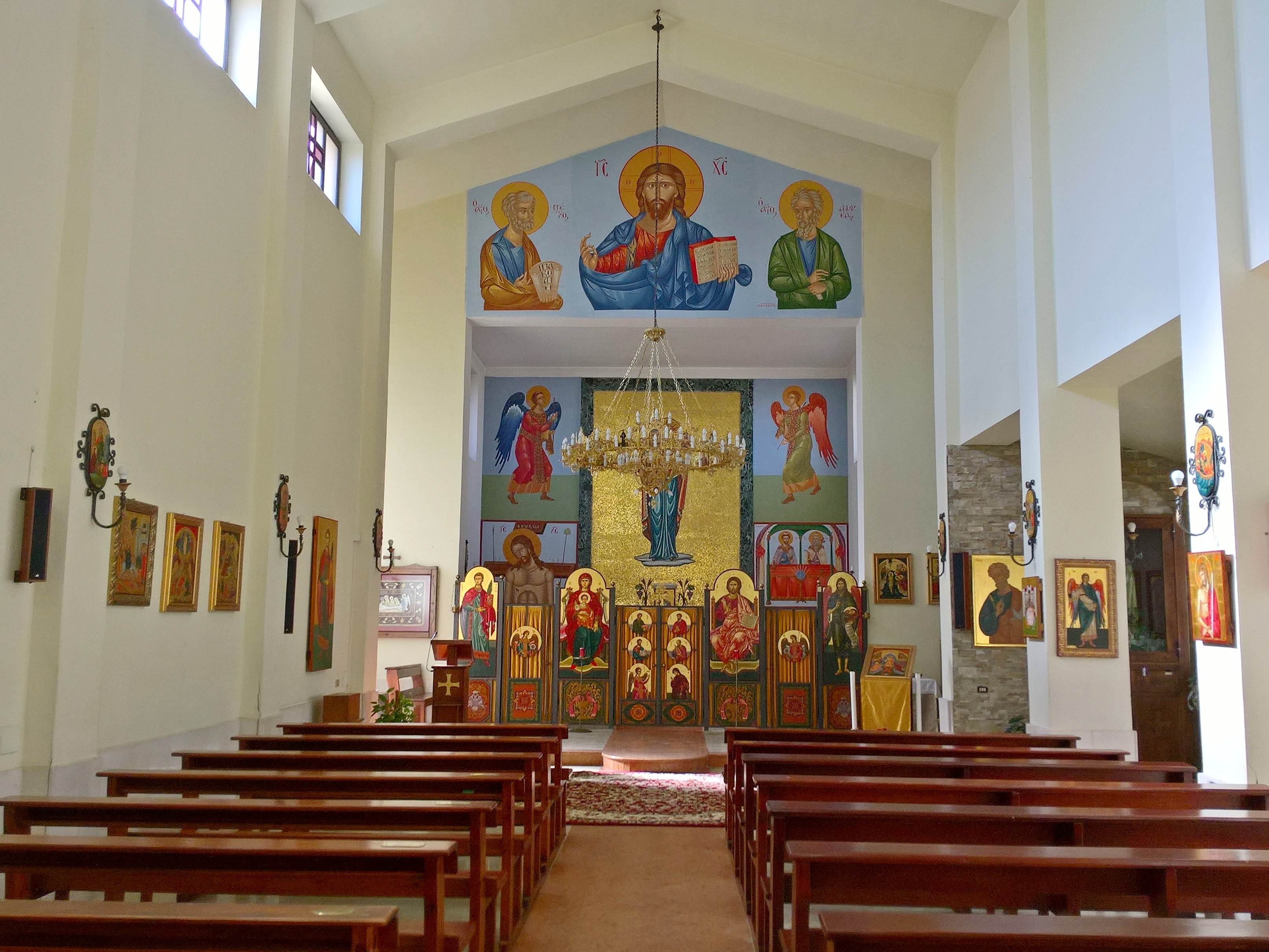
Chiesa San Mauro in Cantinella

### Burgen und Schlösser
- Herzogliches Schloss
- Castello di San Mauro

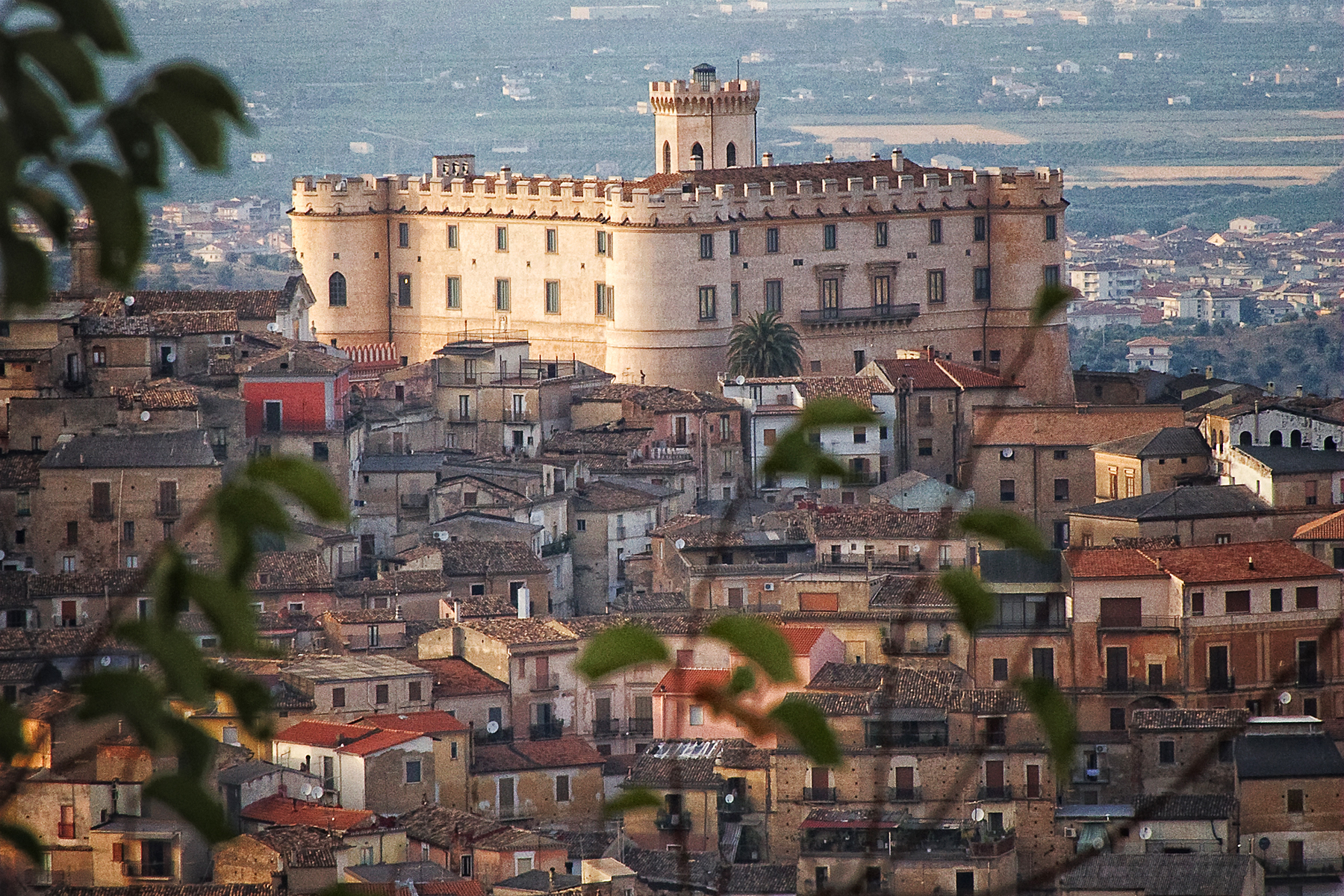
Das herzogliche Schloss
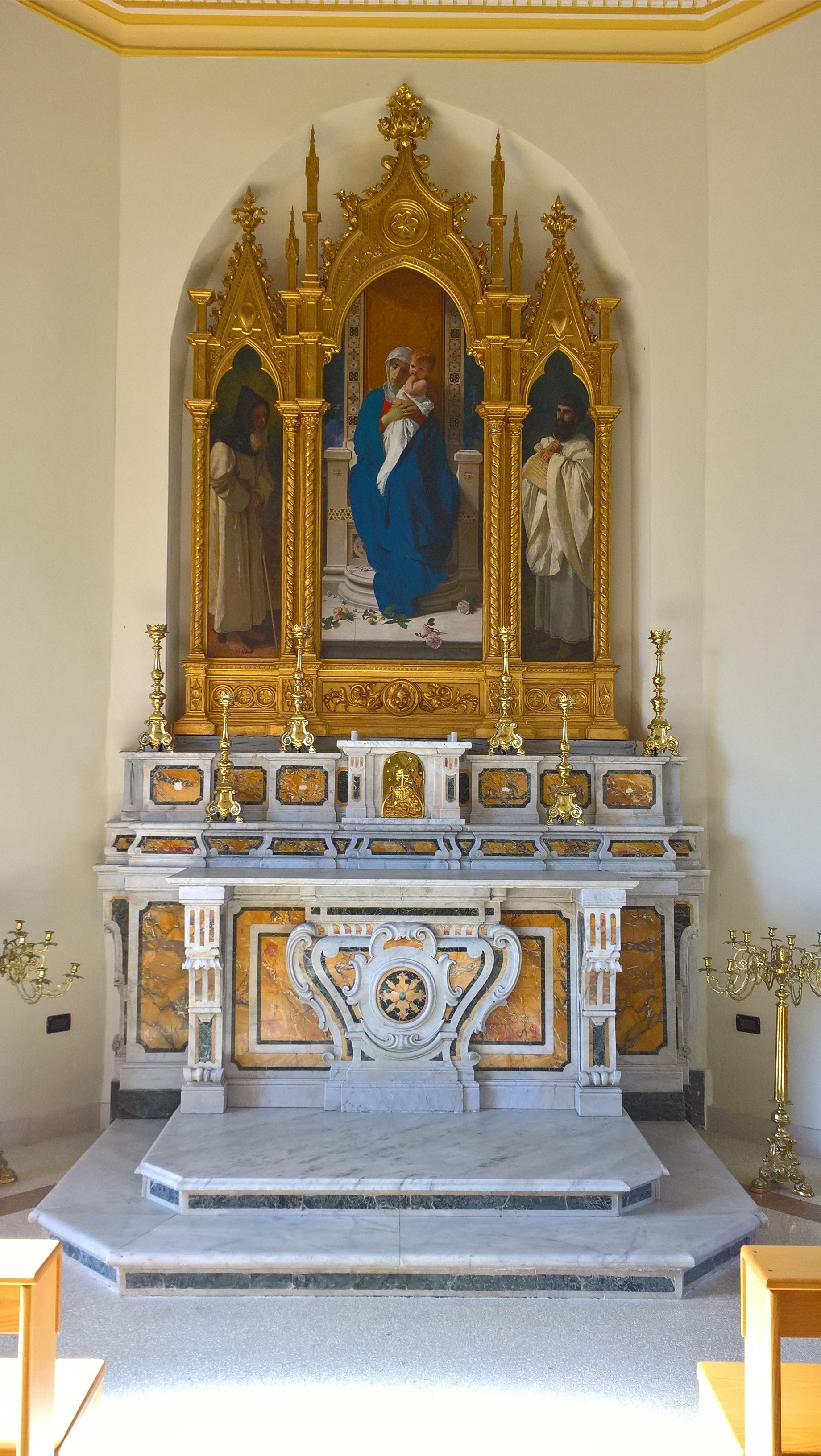
Cappella Sant’Agostino – Altar mit Triptychon
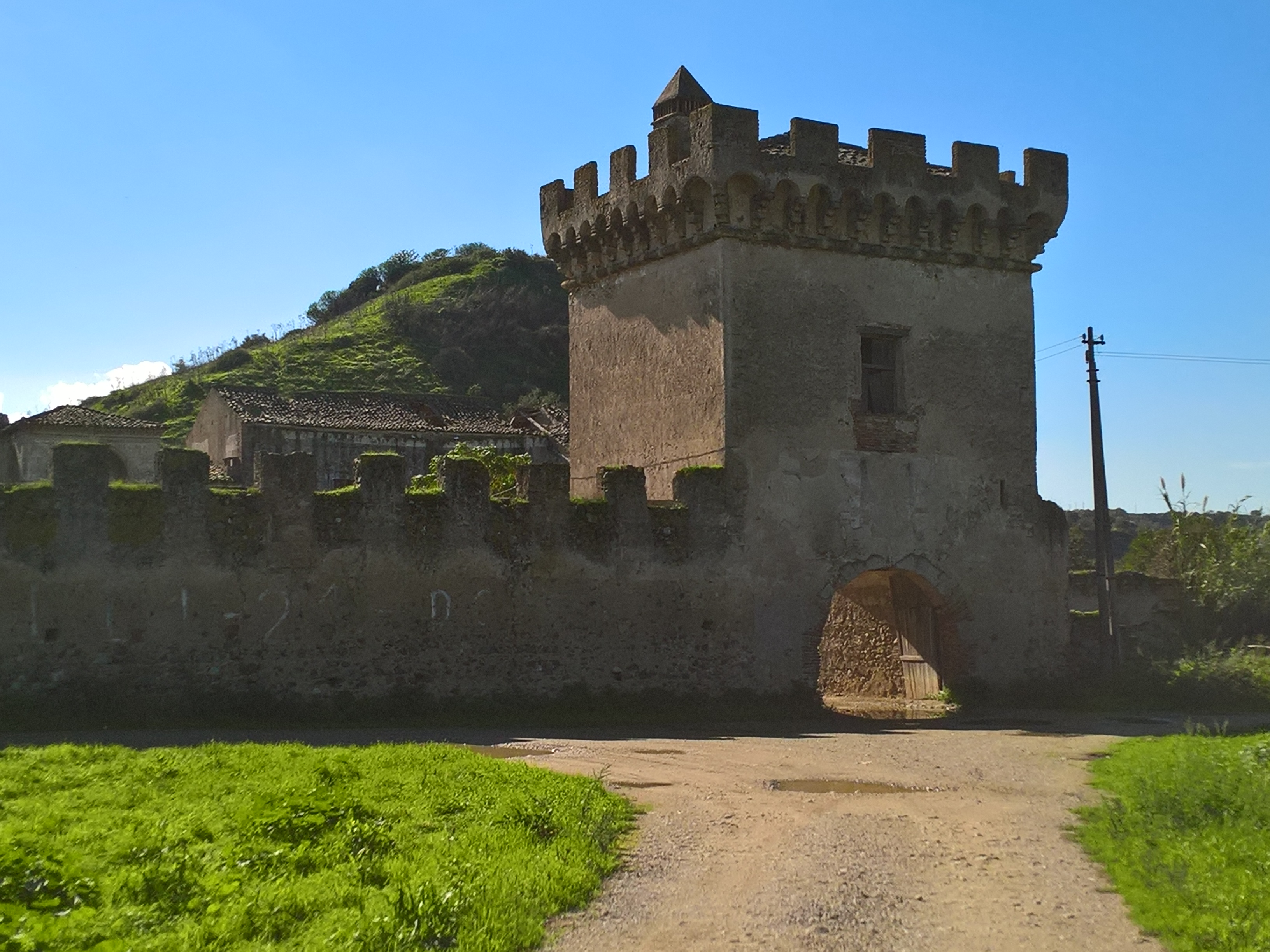
Castello di San Mauro